# Wielorybinkowate
Wielorybinkowate (Cetomimidae) – rodzina małych, morskich ryb głębinowych z rzędu beryksokształtnych (Beryciformes), dawniej zaliczana do stefanoberyksokształtnych (Stephanoberyciformes). Ze względu na podobieństwo kształtu ich ciała do wielorybów określane były nazwą rybki wielorybie.

## Zasięg występowania
Wody batypelagialne wszystkich oceanów, na głębokościach 1000–4000 m p.p.m.

## Cechy charakterystyczne
Wielorybinkowate kształtem ciała przypominają miniaturowe wieloryby z dużym otworem gębowym. Osiągają długość od kilku do kilkunastu centymetrów, jedynie w rodzaju Gyrinomimus do 39 cm. Nie mają płetw brzusznych, ani narządów świetlnych; skóra luźna, pozbawiona łusek; oczy zredukowane lub szczątkowe. Mają 3–4 otwory skrzelowe. Kręgi w liczbie 38–59. Ubarwienie intensywnie brązowe lub pomarańczowe z błyszczącymi pomarańczowymi lub czerwonymi szczękami i płetwami. Żywią się krewetkami.

## Systematyka
Badania genetyczne wykazały, że gatunki zaliczane dotychczas do rodzin Cetomimidae, Mirapinnidae i Megalommycteridae są różnymi formami rozwojowymi tej samej rodziny. Obecnie wszystkie trzy rodziny klasyfikowane są jako Cetomimidae.

### Klasyfikacja
Rodzaje zaliczane do tej rodziny:
Ataxolepis — Cetichthys — Cetomimoides — Cetomimus — Cetostoma — Danacetichthys — Ditropichthys — Eutaeniophorus — Gyrinomimus — Megalomycter — Mirapinna — Notocetichthys — Parataeniophorus  — Procetichthys — Rhamphocetichthys — Vitiaziella

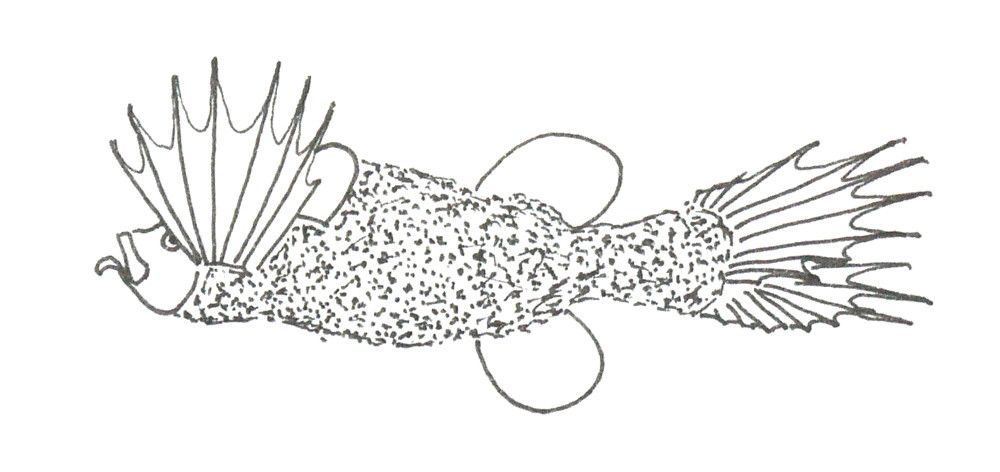
Mirapinna esau

Rodzajem typowym jest Cetomimus.